# Leymus kopetdaghensis
Leymus kopetdaghensis är en gräsart som först beskrevs av Roman Julievich Roshevitz, och fick sitt nu gällande namn av Nikolai Nikolaievich Tzvelev. Leymus kopetdaghensis ingår i släktet strandrågssläktet, och familjen gräs. Inga underarter finns listade i Catalogue of Life.